# Mycteropidae
Woodwardopteridae
Famille
Synonymes
- †Woodwardopteridae Kjellesvig-Waering, 1959

Les Mycteropidae (ou Woodwardopteridae) sont une famille fossile d'Euryptérides, un groupe d'Arthropodes Chélicérates éteints communément appelés « scorpions de mer ». C'est l'une des trois familles de la super-famille des Hibbertopteroidea (avec Hibbertopteridae et Drepanopteridae) qui, à son tour, est l'une des quatre super-familles classées du sous-ordre des Stylonurina.

## Classification
Le nom valide de ce taxon est Mycteropidae Cope, 1886,,.

### Synonyme
La famille des Mycteropidae a pour synonyme Woodwardopteridae Kjellesvig-Waering 1959, décrit en 2013 par Jason Andrew Dunlop et al., et repris en 2020 et 2022.

### Genre type
Selon Paleobiology Database en 2023, le genre type est Mycterops Cope, 1886.

### Fossiles
Selon Paleobiology Database en 2023, le nombre de collections référencées est de onze. Celles-ci atteste la présence de la famille du Lochkovien du Dévonien inférieur au Changhsingien du Permien supérieur, soit de 416 à 252,17 Ma avant notre ère.

## Description
Les Myctéropides étaient des Eurypterides qui se nourrissaient par une méthode dite d'alimentation par balayage et ont vécu du Dévonien inférieur au Permien supérieur,.
Les Myctéropides sont des Myctéropoïdes de taille moyenne à assez grande dont le prosome est de forme parabolique et le telson hastaté comporte des carènes ventrales appariées. Les écailles ou mucrons ont une ornementation cuticulaire. Contrairement aux Hibbertoptérides, l'appendice IV des Myctoptérides ne comporte pas d'épines. Les premier et second tergites opisthosomaux sont fortement développés et allongés. La tête des Myctéropides est de forme sub-trapézoïdale et dotée de petits yeux composés
Les Myctéropides n'utilisaient que les appendices II et III pour capturer leurs proies, tandis que les Hibberoptérides utilisaient les II, III et IV.

## Liste des genres et espèces
Les trois genres de Mycteropidae, Mycterops, Woodwardopterus et Megarachne pourraient représenter différents stades ontogénétiques d'un genre unique, en fonction de la taille des spécimens référencés et des types de mucrons. En application de cette hypothèse, Woodwardopterus et Megarachne disparaîtraient au profit de Mycterops.
- Famille des †Mycteropidae Cope, 1886 :
  - genre †Megarachne Hunicken, 1980
    - †Megarachne servinei Hünicken, 1980

  - genre †Mycterops Cope, 1886
    -  ? †Mycterops blairi Waterston, 1968
    - †Mycterops matthieu Pruvost, 1924
    - †Mycterops ordinatus Cope, 1886
    -  ? †Mycterops whitei Schram, 1984

  - genre †Woodwardopterus Kjellesvig-Waering, 1959
    - †Woodwardopterus scabrosus (Woodward, 1887)
    - †Woodwardopterus freemanorum Poschmanna & Rozefelds, 2021

## Publication originale
- [1886] (en) E. D. Cope, « An Interesting Connecting Genus of Chordata », The American Naturalist, Chicago, University of Chicago Press, vol. 20, no 12,‎ décembre 1886, p. 1027-1031 (ISSN 0003-0147 et 1537-5323, OCLC 45446849 et 1480477, DOI 10.1086/274385, lire en ligne). .